# Iranistika
Iranistika ili iranologija (perz. ایران‌شناسی, Iranšenasi) je znanstvena disciplina koja se bavi proučavanjem iranskih naroda, jezika i kulture tzv. Velikog Irana, kulturnoga područja koje obuhvaća dijelove Jugozapadne, Srednje i Južne Azije. Iranistika je izuzetno slojevita disciplina jer se ovisno o etno-jezičnim, povijesnim, zemljopisnim, religijskim i inim pokazateljima preklapa s više različitih znanstvenih polja. Primjerice, prapovijest i starovjekovna povijest iranskih naroda usko je vezana uz indoeuropeistiku koja proučava i ine indoeuropske narode odnosno jezike, dok se drevnom elamskom civilizacijom bavi asiriologija. Također, kako se historiografija starovjekovne iranske povijesti uvelike temelji na starogrčko-rimskim djelima, iranistika se u velikoj mjeri isprepliće i s klasičnom filologijom. Zbog izmijenjenih vjersko-političkih okolnosti i kulturne difuzije od ranoga srednjega vijeka, iranistika je usko vezana i s islamistikom odnosno arabistikom i turkologijom, a zbog srodnih uvjeta tijekom novoga vijeka i s indologijom. U Europi se početkom izdvajanja iranistike iz tradicijskoga područja orijentalistike smatra 1771. godina kada je Abraham Hyacinthe Anquetil-Duperron preveo Avestu s perzijskog na francuski jezik. Zanimanje za iranistiku na europskom kontinentu javlja se u različitim državama iz raznoraznih razloga – Britanci su iskazivali zanimanje za perzijski jezik s obzirom na to da je bio lingua franca u Indiji gdje su imali velike gospodarske interese, Francuzi zbog jačanja diplomatskih odnosa s iranskom safavidskom i kadžarskom dinastijom, Nijemci zbog (danas zastarjelih) teorija o zajedničkom rasnom porijeklu itd. Istaknute europske obrazovne ustanove s iranskim studijama jesu Berlinsko slobodno sveučilište, Sveučilište u Beču, Sorbonne Nouvelle u Parizu, te britanski Cambridge i Oxford. U Sjedinjenim Državama veće odsjeke iranistike pokrenuli su Abraham Valentine Williams Jacksonn na Columbiji i Richard Nelson Frye na Harvardu, a važni istraživački centar predstavlja i Orijentalni institut pri Sveučilištu u Chicagu.

## Povezano
- Iranski narodi
- Iranski jezici
- Veliki Iran